# Simin Daneshvar
Simin Dāneshvar (en persa: سیمین دانشور‎: سیمین دانشور) (28 de abril de 1921 – 8 de marzo de 2012) fue una académica, novelista, escritora de ficción y traductora, considerada la primera novelista iraní. Daneshvar ha marcado muchos hitos durante su carrera. En 1948, su colección de cuentos persas fue la primera publicada por una mujer iraní . La primera novela escrita por una mujer iraní fue su best seller Savushun ("Plañideras de Siyâvash"), también conocida como Réquiem Persa, 1966. Daneshvar's Playhouse ("El teatro de Daneshvar"), una colección de cinco historias y dos piezas autobiográficas, es el primer volumen de historias traducidas por una autora de origen iraní. 
Se cree que tuvo una gran influencia en su marido, el famoso escritor iraní Yalal Al-e Ahmad. Daneshvar escribió El atardecer de Yalal en su memoria. Simin fue también una prolífica traductora. Entre sus traducciones al persa destacan El jardín de los cerezos de Antón Chéjov y La letra escarlata de Nathaniel Hawthorne. Su último libro, supuestamente el último libro de la trilogía que comenzó con La Isla Errante, nunca ha sido hallado. Al-Ahmad y Daneshvar no tuvieron hijos.

## Vida
Simin Daneshvar nació el 28 de abril de 1921 en Shiraz, Persia. Hija del doctor Mohammad Ali Danesvhar y de madre pintora, Daneshvar estudió en la escuela inglesa bilingüe Mehr Ain y entró en el departamento de literatura persa en la Universidad de Teherán en otoño de 1938. En 1941, en su tercer año universitario, su padre murió y empezó a escribir piezas como Nameless Shirazi para la Radio de Teherán, para así poder mantenerse. Entre muchas otras temáticas, escribió sobre cocina y alimentación. Por su habilidad con el inglés, escribió para la sección internacional de un periódico de Teherán.

## Carrera literaria
En 1948, cuando tenía 27 años, publicó Atash-e khamoosh (Fuego Apagado). Fue la primera recopilación de cuentos publicados por una mujer en Irán, y como tal le dio cierta fama. En años posteriores Daneshvar se negaría a volver a publicar el trabajo porque estaba avergonzada por la calidad juvenil de la escritura. Daneshvar continuó estudiando en la universidad. Su tesis doctoral, "La belleza tratada en la literatura persa", fue aprobada en 1949 bajo la supervisión del profesor Badiozzaman Forouzanfar . En 1950, Daneshvar se casó con el conocido escritor iraní Yalal Al-e Ahmad . En 1952, viajó a los Estados Unidos como becaria Fulbright para investigar y estudiar escritura creativa en la Universidad de Stanford con Wallace Stegner . Mientras estaba allí, escribió en inglés y publicó relatos breves. Cuando regresó a Irán, se incorporó al claustro de la Universidad de Teherán. 
A pesar de que era una profesora excepcional, SAVAK le impidió alcanzar el estatus de catedrática. La traducción se convirtió en un modo de sustento, llegando a ganar más que Jalal. En 1961 publicó Shahi chun behesht ("Una ciudad paradisíaca"), doce años después de su primera colección de relatos cortos. En 1963 asistió a las Jornadas Internacionales de Verano de la Universidad de Harvard, un seminario con 40 especialistas de todo el mundo. En 1968, se convirtió en la presidenta de la Unión de Escritores de Irán. En 1969, se publicó su novela, Suvashun . Su marido murió en ese mismo año, en su residencia de verano en el mar Caspio. En 1982, Daneshvar se retiró de la enseñanza y se dedicó a la escritura. 

## Muerte
Daneshvar ingresó en el hospital Teherán por problemas respiratorios agudos en 2005 y salió al cabo de un mes, en agosto de 2005. Murió en su casa, en Teherán, el 8 de marzo de 2012 de un ataque de influenza. Fue enterrada el 11 de marzo en Behesht-e Zahra, en la sección de los artistas. Inicialmente se propuso la opción de enterrarla en la mezquita Firouzabadi, en Rayy, junto a su marido Yalal Al-e-Ahmad, pero luego se negó.

## Obra
Como autora y traductora, Daneshvar escribió hizo de las mujeres iraníes el centro de su literatura.
Su obra más exitosa Savushun, es una novela sobre Shiraz, su ciudad natal, y la vida asentada y tribal que transcurre en ella y en sus alrededores. Publicada en 1969, es una de las novelas persas más vendidas, ha logrado al menos dieciséis reimpresiones y se ha traducido a muchos idiomas. Se considera una novela con muchos detalles culturales. Daneshvar también fue colaboradora de los periódicos Sokhan y Alefba. 
En 1981, realizó una monografía en Yalal Al-e Ahmad, Ghoroub-e Jalal (El ocaso en tiempos de Jalal).
Las historias de Daneshvar reflejan la realidad en lugar de la fantasía. Incluyen temas como el robo de niños, el adulterio, el matrimonio, el parto, la enfermedad, la muerte, la traición, el engaño, el analfabetismo, la ignorancia, la pobreza y la soledad. Los temas que trata son los problemas sociales de los años sesenta y setenta, que tienen inmediatez y credibilidad para el lector. Su inspiración proviene de las personas que la rodean. En sus propias palabras: "La gente sencilla tiene mucho que ofrecer. Deben ser capaces de dar libremente y con tranquilidad. Nosotros, también, a cambio, debemos darles lo mejor de nuestras capacidades. Debemos, con todo nuestro corazón, tratar de ayudarles a tener lo que realmente se merecen".

### Novelas
- Savushun (1969, en español publicada por El Cobre, 2005)
- Selección [Entekhāb] (2007)
- La trilogía Errante [Sargardāni]
  - Isla Errante [Jazire-ye Sargardāni] (1992)
  - Camellero Errante [Sāreban-e Sargardān] (2001)
  - Montaña Errante [Kuh-e Sargardān] (no llegó a publicarse por razones desconocidas)

### Recopilaciones de relatos cortos
- El incendio apagado [Atash-e Khamoosh] (1948)
- Una Ciudad Paradisíaca [Shahri Chun Behesht] (1961)
- ¿A quién debo saludar? [Be Ki Salaam Konam?] (1980)

### Traducciones realizadas por Daneshvar
- Las Armas y el Hombre  de George Bernard Shaw (1949)
- "Enemigos" de Antón Chéjov (1949)
- Beatrice de Arthur Schnitzler (1953)
- La Letra Escarlata de Nathaniel Hawthorne (1954)
- La Comedia Humana de William Saroyan (1954)
- Llanto por la tierra amada de Alan Paton (1972)
- El jardín de los cerezos de Antón Chéjov (2003)
- Trabajos de Alberto Moravia y Ryūnosuke Akutagawa.

### Obras de Daneshvar traducidas
- Joaquín Rodríguez Vargas (2005) tradujo Savushun  al castellano directamente del persa.[6]
- El bazar Vakil, Grupo Editorial Norma, Santafé de Bogotá, Colombia, 1992. Traducción de la versión inglesa Daneshvar's Playhouse (1989), de Hernardo Valencia Goekel.
- M.R. Ghanoonparvar tradujo Savushun' al inglés conservando el título (1990) y Roxane Zand (1992), lo hizo bajo el título A Persian Requiem.
- Daneshvar's Playhouse, una recopilación de relatos cortos que incluye "La Pérdida de Yalal", está traducida y matizada por Maryam Mafi (1989) en inglés.
- En inglés, también: Sutra and Other Stories, una recopilación de relatos cortos (1994).
- Traducción al Alemán: Drama der Trauer - Savushun. Glaré Verlag, Frankfurt/Main, 1997.
- En India, Savushun está traducida al MalayalamS.A.Qudsi.
- En Noruega: "En familie fra Shiraz" traducida al Noruego por by N. Zandjani. Gyldendal Norsk forlag. Oslo 2007.
- Sus obras también han sido traducidas al japonés, ruso, chino y turco.